# Matsudaira Tadayoshi
Matsudaira Tadayoshi (松平 忠吉?; 18 ottobre 1580 – 1º aprile 1607) fu un daimyō giapponese dei periodi Sengoku ed Edo, quarto figlio di Tokugawa Ieyasu.

## Biografia
Quarto figlio di Ieyasu, sua madre fu Saigō no Tsubone, meglio nota come Lady Saigō. Inizialmente adottato da Matsudaira letada, fu chiamato Tadayasu. Nel 1592 ricevette il castello di Ōshi (Musashi, 100.000 koku) come feudo personale. Prese parte alla battaglia di Sekigahara durante la quale assistette in prima linea Ii Naomasa, scontrandosi con Shimazu Yoshihiro. Alla fine della campagna fu trasferito a Kiyosu (Owari, 520.000 koku) e cambiò il suo nome da Tadayasu a Tadayoshi, ricevendo il titolo di Satsuma no kami. Morì all'età di 27 anni senza un erede.